# إنفيرونو
إينفيرونو (Inverun ‎lmo‏ أو Invrugn ‎lmo‏) هي بلدية (كوموني) تقع في مدينة ميلانو الحضرية ضمن الإقليم الإيطالي لومبارديا. تقع إينفيرونو على بُعد حوالي 25 كم غرب ميلانو.
تحد إينفيرونو البلديات التالية: بوسكاتي، بوستو غارولفو، أركونات، كازوريتسو، كوجيونو، أوسونا، ميسيرو.

## وصلات خارجية
- الموقع الرسمي